# ميكاميلامين
الميكاميلامين Mecamylamine ('Inversine ) هو مناهض غير انتقائي وغير تنافسي للمستقبلات النيكوتينية الكولينرجية ( نيكوتين أستيل كولين ).

## الاستعمال الطبي
يستخدم الميكاميلامين كحاجب للعقد لعلاج خلل المنعكسات اللاإرادي ولارتفاع ضغط الدم، لكن وكما هو الحال بالنسبة معظم الأدوية الحاجبة للعقد فإنه يستخدم حاليا لغرض البحث والدراسة.,
و يستخدم الميكاميلامين أيضا عند مدمني التبغ للتخلص من الإدمان وقد انتشر استخدامه لعلاج الإدمان عن استخدامه لخفض الضغط. ينحصر استعمالها في حالات ارتفاع التوتر الشرياني، وقد قل استخدامها بسبب التأثيرات الجانبية العديدة لها، وبالتالي فهي تأتي في نهاية قائمة المركبات الخافضة للضغط الشرياني . يستخدم من هذه المركبات مركب ثلاثي الأمين يدعى تري ميثافان من أجل إحداث هبوط ضغط شرياني مراقب أثناء العمليات الجراحية الدماغية وعمليات الرأس والعنق وفي الجراحة النسائية بهدف الإقلال من النزوف الدموية .

### الجرعة الطبية
- خافض للضغط يعطى بمعدل 2.5-3 ملغ 3 مرات يومياً يمكن زيادتها حتى 5 ملغ كحد أقصى . وكحد أقصى 5-10 ملغ 3 مرات يومياً .
- الأشكال الصيدلانية : أقراص 2.5 ملغ .

## التأثيرات الجانبية
يمكن أن يسبب عدم وضوح في الرؤية، إمساك، جفاف بالفم ،التهاب اللسان ،صداع خفيف، غثيان و إقياء، احتباس البول ، اتساع بؤبؤ العين.
- تأثيرات قلبية وعائية : ذكرت سابقاً مع التأثيرات الدوائية .
- تأثيرات عقلية ذهانية : اختلاط عقلي – همود نفسي – هوس بالإضافة إلى كل التأثيرات التي ذكرت سابقاً .

LD50 لملح حمض الهيدروكلوريك